# Straja - Cumpăna
Straja - Cumpăna este o arie protejată (sit de importanță comunitară — SCI) din România, desemnată în scopul protejării biodiversității și menținerii într-o stare de conservare favorabilă a florei spontane și faunei sălbatice, precum și a habitatelor naturale de interes comunitar aflate în arealul zonei de protecție. Aceasta este întinsă pe o suprafață de 1.099,8 ha, integral pe uscat.

## Localizare
Centrul sitului Straja - Cumpăna este situat la coordonatele 44°05′31″N 28°30′17″E / 44.091892°N 28.504836°E. Situl se întinde pe teritoriile administrative ale comunelor Agigea, Cumpăna și Tropaisar din județul Constanța.

## Înființare
Situl Straja - Cumpăna a fost declarat sit de importanță comunitară (ROSCI0398) în septembrie 2011 pentru a proteja 4 specii de animale.

## Biodiversitate
Situată în ecoregiunea de stepă, aria protejată nu include niciun habitat protejat.
La baza desemnării sitului se află mai multe specii protejate:
- mamifere (2): popândău european (Spermophilus citellus), dihor pătat (Vormela peregusna)
- pești (2): avat (Aspius aspius), porcușor de șes (Romanogobio vladykovi)